# Milwaukee Falcons
Milwaukee Falcons byl profesionální americký klub ledního hokeje, který sídlil v Milwaukee ve státě Wisconsin. V letech 1959–1961 působil v profesionální soutěži International Hockey League. Falcons ve své poslední sezóně v IHL skončil v základní části. Své domácí zápasy odehrával v hale West Allis Coliseum.

## Přehled ligové účasti
Zdroj: 
- 1959–1961: International Hockey League (Západní divize)